# Paula Seling
Paula Seling (* 25. Dezember 1978 in Baia Mare), auch als Paula bekannt, ist eine rumänische Sängerin. 2010 und 2014 nahm sie gemeinsam mit dem Sänger Ovi für ihr Heimatland beim Eurovision Song Contest teil. 

## Biografie

### Ausbildung und erste öffentliche Auftritte
Paula Seling begann im Alter von sechs Jahren mit dem Klavierspiel. Vier Jahre später trat sie dem Schulchor bei und begann ab dem elften Lebensjahr an regionalen und nationalen Klavier- und Chormusikwettbewerben in Erscheinung zu treten. 1994 wechselte Seling auf die Kunsthochschule ihrer Heimatstadt und trat als Keyboarderin der Band Enders bei. Mit der Formation spielte sie erfolgreich auf mehreren Musikfestivals, was unter anderem zum Gewinn des Goldenen Teddybären von Baia Mare und dem ersten Platz beim Harmonie-Festival von Bukarest führte.
Nach der Trennung der Band verfolgte Seling, die seit frühester Jugend für die deutsche Hard-Rock-Band Scorpions schwärmte, eine Solokarriere als Sängerin. Sie gewann 1996 die Aurelian-Andreescu-Trophäe und nahm im gleichen Jahr das erste Mal am bekannten Musikfestival „Goldener Hirsch“ von Brașov teil. 1997 schloss sie die staatliche Hochschule Gheorghe Șincai in ihrer Heimatstadt ab. Sie gewann die Mamaia-Trophäe und nahm in Deutschland ihr erstes Album, das vollständig englischsprachige Only Love, auf. Ab 1998 wandte sie sich dem Jazz-Rock, Soul und Rhythm and Blues als bevorzugte Musikrichtungen zu. Es folgte ein zweites Album, das rumänischsprachige Știu că exist (deutsch Ich weiß, dass ich existiere) und sie trat als Vorkünstlerin bei einem Konzert von Chick Corea in Bukarest auf.

### Durchbruch als Sängerin
Geführt vom rumänischen Künstler Nicu Alifantis, veröffentlichte Seling 1999 ihr drittes Album De dragoste (deutsch Für die Liebe). Der darauf enthaltene Titel Ploaie în luna lui Marte (deutsch Regen im Monat des Mars) wurde auf dem Mamaia Festival zum „Hit des Jahres“ gekürt. 2001 folgte die Arbeit an drei Alben: Ma voi întoarce (deutsch Ich werde zurückkommen; gemeinsam mit ihrem Bruder Paul), das vollständig selbstgetextete Știi ce înseamnă (deutsch Du weißt, was es heißt) sowie das Best-of-Album Prima selectie (deutsch Erste Wahl). 
Der Durchbruch als Sängerin in Rumänien gelang Seling im Jahr 2002. Sie wurde rückwirkend von der rumänischen Musikindustrie als beste Künstlerin ausgezeichnet und gewann bei den heimischen MTV Music Awards den Preis für das beste Musikvideo für den Song Serile verii (deutsch Sommerabende). Von der rumänischen Frauenzeitschrift Avantaje als Frau des Jahres geehrt, gewann sie auch das Musikfestival „Goldener Hirsch“ in Brașov und war Gegenstand einer Dokumentation des Briten Tony Hawks.
An den großen Erfolg von 2002 konnte Seling in den folgenden Jahren trotz weiterer veröffentlichter Alben nicht anknüpfen. Ein 2003 für den französischen Markt geplantes Album wurde nie realisiert. Im Frühjahr 2005 gründete Seling unter anderem mit ihrem Bruder Paul ein eigenes Plattenlabel – Unicorn Records. Im Jahr zuvor hatte sie bei den rumänischen MTV Music Awards erfolglos mit dem Song Timpul (deutsch Die Zeit) um den Preis für die beste rumänische Künstlerin konkurriert. Mit der Single Believe aus ihrem gleichnamigen zwölften Soloalbum konnte sie sich 2009 unter die Top 40 der rumänischen Charts platzieren.

### Teilnahme am Eurovision Song Contest
Als Vorkünstlerin von international bekannten Berufskollegen wie Al Bano, Michael Bolton oder Beyoncé nahm Seling im Verlauf ihrer Karriere auch mehrfach am rumänischen Vorentscheid zum Eurovision Song Contest (ESC), der Selecția Națională, teil. Sie debütierte 1998 mit dem rumänischsprachigen Song Te iubesc (deutsch Ich liebe dich) und erreichte beim Sieg ihrer Landsfrau Mălina Olinescu einen vierten Platz. Fünf Jahre später belegte sie mit dem englischsprachigen Titel Let’s Go Take It Straight (2003) Platz drei. 2004 erreichte Seling mit dem rumänischen Song Perfekt einen sechsten Platz, 2008 im Duett mit der Band Provincialii für Sapte zile (deutsch Sieben Tage) erneut Platz drei.
Nach der erneuten Niederlage beim rumänischen ESC-Vorentscheid nahm Seling 2009 als Jurorin am Musikfestival in Brașov teil. Dort traf sie auf den rumänisch-norwegischen Teilnehmer Ovidiu „Ovi“ Cernăuțeanu, der ebenfalls zweimal erfolglos an der norwegischen ESC-Vorentscheidung teilgenommen hatte. Aus der Bekanntschaft entwickelte sich eine gemeinsame Zusammenarbeit, die in den Song Playing With Fire mündete. Mit der von Cernăuțeanu geschriebenen und komponierten englischsprachigen Klavier- und Gesangsnummer traten Seling und er Anfang März 2010 als Duo Paula Seling & Ovi beim rumänischen Vorentscheid für den Eurovision Song Contest 2010 in Oslo an. Einen zweiten Start absolvierte sie mit It’s not too late, gemeinsam mit Kamara Ghedi. Mit Ovi konnte sie sowohl die Jury- als auch Telefonabstimmung für sich entscheiden und setzte sich gegen 14 weitere Kandidaten durch (mit Ghedi belegte sie einen fünften Platz). Damit vertraten Paula Seling und Ovi Rumänien beim 55. Eurovision Song Contest am 27. Mai 2010 in Oslo im zweiten Halbfinale. Sie schafften den Einzug in das zwei Tage später stattfindende Finale, wo sie hinter Lena aus Deutschland und der türkischen Band maNga den dritten Platz belegten.
Nach dem Sieg beim rumänischen Vorentscheid begannen Seling und Cernăuțeanu Ende März 2010 eine Promotiontour, die die beiden bis zu ihrem ESC-Auftritt in Oslo unter anderem nach Moldau, Belgien, Österreich, Portugal und Griechenland führte. Das Musikvideo für Playing With Fire entstand zu großen Teilen in der rumänischen Region Siebenbürgen.
2014 siegte sie erneut beim rumänischen Vorentscheid zusammen mit Ovi, diesmal mit dem Lied Miracle. Sie erreichten im Finale des Eurovision Song Contest 2014 den zwölften Platz für Rumänien.

### Privates
Im Jahr 2005 heiratete Paula Seling Radu Bucura, der Mitbegründer von Unicorn Records ist.

## Diskografie

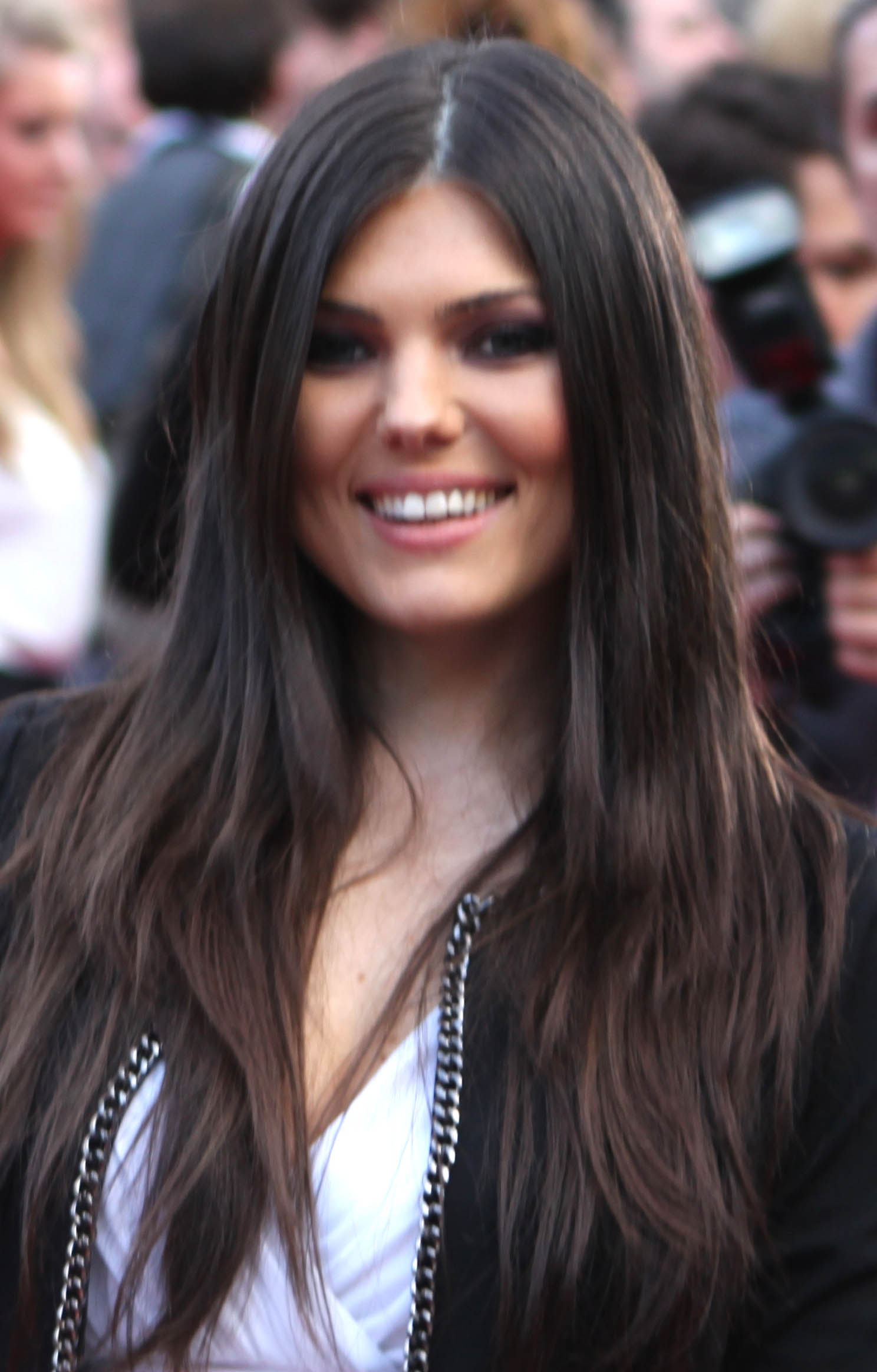
Seling beim Eurovision Song Contest in Oslo (2010)

Alben
- 1998: Only love
- 1998: Știu că exist
- 1998: Colinde și cântece sfinte
- 1999: De dragoste
- 2001: Mă voi întoarce
- 2001: Știi ce înseamnă
- 2001: Prima selecție
- 2002: Albumul de Crăciun
- 2003: Fără sfârșit
- 2006: De Sărbători
- 2009: Culeg vise
- 2009: Believe